# Twenty One
Twenty One var ett televiserat frågesportprogram som sändes i amerikansk TV under slutet av 1950-talet. Programmet lades ner under skandalartade former då det avslöjades att frågorna var riggade; deltagarna hade försetts med svaren i förväg och instruerats när de skulle svara rätt och när de skulle svara fel. Dessa händelser bildar grund för handlingen i filmen Quiz Show från 1994. Originalprogrammet sändes åren 1956-1958, och återkom efter 42 år, då tv-bolaget NBC tog upp formatet igen i spåren efter succén med Who wants to be a millionaire? ("Vem vill bli miljonär?")

## Twenty One utanför USA
I Sverige lanserades formatet först som Tjugoett, senare som "21".